# IS (Drama)
IS ó también llamado Otoko Demo Onna Demo Nai Sei fue un Dorama que se transmitió en el pasado 19 de septiembre de 2011 por la cadena televisiva Tv Tokyo tras 10 episodios en el horario nocturno los lunes. "IS" significa Intersexual (de ahí proviene el nombre). Esta serie hace referencia al manga josei de la autora Chiyo Rokuhana IS, siendo su única adaptación a televisión y que gira en torno a la vida de los intersexuales, que al nacer no son identificados como hombre o mujer. El personaje que encarna la vida de estas personas principalmente en la serie es Haru Hoshino.
Se cuenta con la participación de Gouriki Ayame que interpreta a Aihara Miwako y Saki Fukuda, Haru Hoshino.

## Argumento
La serie en su mayoría hace alusión a la vida de los intersexuales. Aquí Haru Hoshino es el personaje que encarna este estilo de vida. Muestra la amistad que tiene con sus compañeros y la vida de familia que cada personaje tiene. Entre los personajes principales (y que tienen más relación con Haru) encontramos a Aihara Miwako, una estudiante misteriosa, que luego de conocer a Haru intenta hacerse su amiga y ayudarle a sobrellevar su forma vida y a Ibuki Kenji, un miembro del club de fútbol de la escuela, del que Haru comienza a enamorar en secreto. La serie continúa en sus 10 episodios con la relación de estas tres personas, sus familias, sus compañeros de clase y profesores.

## Reparto Principal
- Gouriki Ayame  como Aihara Miwako.
- Okumori Sasuki como Aihara (Joven).
- Fukuda Saki como Hoshino Haru.
- Kimino Yuma  como Haru (Joven).
- Ochina Iori  como Haru (Niña).
- Inoue Masahiro  como Ibuki Kenji.
- Ohashi Ritsu  como Kenji (Joben).
- Irie Jingi como Saito Leon.
- Tada Kirari como Leon (joven).

## Audiencia
La audiencia de este Dorama empezó muy baja, terminando de igual manera, llegando así a un promedio de 3,1 puntos en índice de audiencia y siendo una de las primeras series de Tv Tokyo con el porcentaje más bajo.